# Raión de Ašmiany
Ašmiany (en bielorruso: Ашмянскі раён) es un raión o distrito de Bielorrusia, en la provincia (óblast) de Goradnia. Su capital es Ashmiany.
Comprende una superficie de 1 216 km².

## Demografía
Según estimación 2010 contaba con una población total de 32 411 habitantes.

## Subdivisiones
Comprende la ciudad subdistrital de Ashmiany (la capital) y 10 consejos rurales:
- Baruny
- Halshany
- Hráuzhyshki
- Hrodzi
- Zhuprany
- Kalchuny
- Kamenny Loh
- Kraivantsy
- Muravánaya Ashmianka
- Navasiolki